# Satrapia de Mèdia
Mèdia (en persa Māda), va ser una gran satrapia persa amb capital a Ecbàtana, generalment governada pels prínceps aquemènides fills del rei, com Tanioxarces o Tanaoxares, fill de Cir II el Gran (que va governar també Armènia i el territori dels cadusis), segons diu Xenofont.
Al segle iv aC un altre príncep, Bistanes, fill d'Artaxerxes III de Pèrsia. A Mèdia hi va haver una revolta entre maig i juny del 521 aC, quan Darios el Gran va assumir el poder, que va ser sufocada, coordinada amb una altra revolta a Armènia. Durant els primers anys després de la revolta, Hidarnes I en va ser el sàtrapa.
La gran satrapia estava formada per les satrapies de
- - Mèdia
  - Armènia (Armina)
  - Pàrtia (Parθava)
  - Coràsmia (Uvārazmī)

La satrapia de Media al seu torn estava formada per tres satrapies menors:
- Mèdia, que limitava a l'est amb la satrapia de Pàrtia i les portes Càspies que feien de frontera, i amb el desert de Kavir i les llacunes salades; al nord les muntanyes d'Elbruz fins al territori dels mardis o amardis que ja vivien a Hircània; a l'oest el territori dels cadusis, la Matiana a la zona del llac Urmia i seguia per la frontera moderna entre Iran i Iraq pel territori d'Arbelitis; al sud-oest el territori dels cossae (regió de Kermansah) part encara de la satrapia, i fins a les muntanyes de Zagros fins al límit amb Elimaida; i al sud la província de Paretacene.
- Mèdia Menor
- Paretacene[1]